# Terra Willy, planeta desconocido
Terra Willy, planeta desconocido es una película de animación francesa dirigida por Éric Tosti, estrenada en 2019.

## Sinopsis
Willy es un niño de diez años perdido en un planeta desconocido después de que su nave se estrellara y sus padres desaparecieran misteriosamente. Tendrá que sobrevivir hasta que llegue la ayuda, junto con el robot de supervivencia Buck y un extraterrestre de ocho patas llamado Flash.

## Reparto
- Timothé Vom Dorp: Willy
- Édouard Baer: Buck
- Barbara Tissier: sonda
- Marie-Eugénie Maréchal: Madre
- Guillaume Lebon: Padre

## Recepción
Terra Willy, planeta desconocido fue seleccionado para ser el panorama en el Festival Nacional de Cine de Animación de Rennes a principios de 2019.